# Wilhelm Wachtmeister
Wilhelm Hans Fredrik Wachtmeister, född 29 april 1923 på Wanås, Gryts församling, Lunds stift, Kristianstads län, död 3 februari 2012 i Hedvig Eleonora församling, Stockholm, var en svensk greve och diplomat.
Han var Sveriges ambassadör i USA från 1974 till 1989.

## Biografi
Wachtmeister var son till kabinettskammarherren greve Gustaf Wachtmeister och Margaretha Trolle. Han avlade studentexamen vid Sigtunaskolan 1941 och juris kandidatexamen vid Stockholms högskola 1946. Wachtmeister inledde sin karriär som attaché vid Utrikesdepartementet (UD) sistnämnda år och blev attaché i Wien 1947, Madrid 1949, Lissabon 1950 och åter vid UD 1950. År 1952 blev han andre sekreterare vid UD, 1955 ambassadsekreterare i Moskva, förste ambassadsekreterare där 1956. Åren 1958–1961 var Wachtmeister assistent till FN:s generalsekreterare Dag Hammarskiöld. År 1962 blev han byråchef på UD och var biträdande chef för politiska avdelningen 1965–1966. År 1966 blev han sändebud i Alger. Åren 1968–1974 var han utrikesråd och chef för UD:s politiska avdelning. I samband med Augusto Pinochets militärkupp i Chile 1973 hamnade Wachtmeister i konflikt med Sveriges ambassadör i Santiago de Chile, Harald Edelstam. Wachtmeister skrev i sin självbiografiska bok Som jag såg det att "Chiles åtgärd att utvisa Edelstam befriade svenska regeringen från nödvändigheten att hemkalla honom. En ohållbar situation hade fått en bekväm lösning, där Chile framstod som boven i dramat".
Han var därefter svensk ambassadör i Washington 1974–1989. Posten som ambassadör i Washington hade stått vakant en tid på grund av Sveriges hårda kritik av Vietnamkriget. USA hade som svar kallat hem sin Stockholmsambassadör och inte accepterat Sveriges nyutnämnda Washingtonambassadör Yngve Möller 1973. Trots de frostiga diplomatiska relationerna länderna emellan lyckades Wachtmeister bygga upp goda kontakter med den amerikanska administrationen och blev sedermera nära vän och tennispartner till president George H.W. Bush. De tre sista åren som sändebud var han doyen eller "Dean of the Diplomatic Corps", det vill säga den ambassadör som tjänstgjort längst tid i den amerikanska huvudstaden.
Wachtmeister blev efter pensionering från utrikesförvaltningen rådgivare till ordföranden i AB Volvo 1989 och var 1993–1995 ordförande i svenska handelskammaren i USA, Swedish-American Chamber of Commerce.
Han var från 1947 till sin död gift med konstnären Ulla Wachtmeister (född Leuhusen) med vilken han fick barnen Anna (född 1948), Christina ("Titti") (1949–1993) och Erik (född 1955). Makarna Wachtmeister är begravna på Gryts kyrkogård i Skåne.

## Utmärkelser
Wachtmeisters utmärkelser:
- Kommendör av Nordstjärneorden, 11 november 1972.[7]

- Riddare av Nordstjärneorden (RNO)
- Riddare av Dannebrogorden (RDDO)
- Riddartecknet av 1:a klass av Finlands Lejons orden (RFinlLO1kl)